# 파크라츠 충돌
파크라츠 충돌, 크로아티아에서 파크라츠 전투(크로아티아어: Bitka za Pakrac)는 1991년 3월 크로아티아의 파크라츠 마을에서 일어난 유혈 충돌이다. 유고슬라비아의 해체 기간 동안 크로아티아 내 민족 갈등으로 일어난 충돌이다. 이 충돌은 크로아티아 독립 전쟁으로 이어지는 분쟁에서 최초의 유혈 충돌이다.
파크라츠 충돌은 세르비아계 반군이 마을 경찰서와 시청을 장악하고 크로아티아인 정부 관리들을 억류하면서 시작되었다. 크로아티아 정부는 마을 내 반군 진압을 명령하며 내무부 특수경찰을 파견하였다. 양 측 사이 전투가 이뤄졌다. 이 충돌에 유고슬라비아 인민군(JNA)가 개입을 시도하였으나 마지막엔 크로아티아 정부가 마을을 다시 장악하였다. 유고 인민군과의 대립 이후 협정을 맺어 마을에서 특수경찰과 유고 인민군이 동시에 후퇴하였으며 세르비아계 반군이 마을 장악을 하기 이전 상태로 되돌린다는 것에 합의하였다.

## 배경
1990년, 크로아티아의 총선에서 크로아티아 사회주의 공화국 내 다수당으로 크로아티아 민주연합(HDZ)가 집권하며 크로아티아인과 세르비아인 내 민족 분쟁이 심해졌다. 유고 인민군은 크로아티아의 저항을 약화시키기 위해 크로아티아 영토방위군의 무기를 압수하였다. 8월 17일, 세르비아계 크로아티아인이 무장 봉기를 시작하여 민족 갈등이 반란으로 확산되며 크닌 인근의 달마티아 연안 세르비아계 인구 밀집 지역을 중심으로 리카, 코르둔, 바노비나, 슬라보니아 등 지역에서 반란 사태가 확대되었다. 세르비아계 크로아티아인은 크로아티아의 대통령 프라뇨 투지만의 크로아티아 독립 정책에 반발하며 1990년 7월 세르비아 국가위원회를 수립하였다. 이 위원회에서 크닌 서남쪽 작은 마을의 치과의사였던 밀란 바비치가 대통령으로 선출되었으며 크닌 경찰서장 밀란 마르티치는 준군사 민병대를 설립하였다. 이 두 사람은 나중에 크로아티아 내 세르비아인 밀집 지역을 통합하여 독립을 선포한 세르비아 크라이나 공화국(RSK)의 정치적, 군사적 지도자가 되었다.
1991년 초까지 크로아티아는 정규군이 없었다. 크로아티아는 국방력을 강화하기 위해 경찰요원을 2만명으로 약 두배 가까이 늘렸다. 이중 가장 효과가 좋았던 것은 군대 조직을 따른 12개 대대 3천명의 크로아티아 특수경찰 병력이었다. 또한 크로아티아 지역별로 예비경찰 16개 대대, 10개 중대 9천-1만명을 수립하였으나 무기가 부족했다. 1991년 크로아티아 인구총조사에 따르면 파크라츠에서 제일 많이 살고 있는 민족은 세르비아인으로 46.4%였으며 그 다음으로 크로아티아인이 35.8% 살고 있었다. 세르비아 민주당의 정치인 벨코 잘쿨라는 서슬라보니아의 세르비아계 크로아티아인의 총지도자가 되었다. 잘쿨라는 세르비아인이 크로아티아인에게서 독립해야 한다고 주장했다.
2월 22일, 잘쿨라가 통제하는 파크라츠 시의회는 크라이나 세르비아인 자치주로 가입하면서 파크라츠 경찰서를 크라이나 내무부 병력으로 붙여버리자는 투표를 결의해 통과시켰다. 2월 28일엔 크로아티아 헌법재판소가 투표가 무효라고 결론내렸다.

## 전개
1991년 2월, 바비치와 마르티치는 세르비아계 준군사에게 마을 경찰서 및 시청 건물을 장악하라는 명령을 내렸다. 3월 1일, 민병대는 마을 내 경찰관 16명을 무장해제하고 현지 크로아티아 정부를 비방하고 협박하기 시작했다. 파크라츠 경찰을 지휘하는 요보 베즈마르는 바비치와 마르티치의 편을 들었다.
이에 투지만 대통령은 내무부 장관에게 즉시 마을을 다시 크로아티아가 장악하도록 명령했다. 1991년 3월 2일 오전 4시 30분, 크로아티아 무장경찰 200명이 처음으로 파크라츠 마을에 도착했다. 벨로바르에서 파견된 "오메가" 특수경찰 중대는 바드례비나 마을을 통해 접근하였는데 많은 크로아티아 민간인이 파크라츠 공격에 따랐다. 파크라츠 외곽의 바리케이드는 저항 없이 함락되었으며, 크로아티아 경찰은 대립 없이 경찰서 건물을 확보하였다. 몇 시간 후, 베즈마르의 명령을 받은 군이 근처 언덕에서 경찰서를 향해 발포하기 시작했다. 이후 자그레브에서 출발한 루치코 대테러부대가 파크라츠에 도착했다. 베즈마르는 동쪽 프순산의 셰오비차 및 부체 마을로 후퇴했다. 마크로 루키치와 믈라덴 마르카치가 지휘하는 특수경찰은 세르비아인 경찰 32명을 포함한 세르비아계 반군 180명을 체포했으며 이 과정에서 사상자가 나오진 않았다. 파크라츠 경찰청장에 베즈마르가 해임되었고 이 자리엔 스테판 쿠프샤크가 취임했다.
크로아티아의 행동으로 유고 연방 정부가 개입에 나섰다. 유고슬라비아의 대통령이자 세르비아의 대표인 보리사브 요비치는 유고슬라비아의 국방부 장관인 벨코 카디예비치에게 현장에 유고 인민군을 투입하라는 명령을 내렸다. 유고 인민군 전차 10대가 처음으로 3월 1일 저녁에 파크라츠에 도착했으며 마을 여러 곳에 주둔했다. 전차 대부분은 마을 병원 근처에 주둔했다. 다음 날 오후에는 파크라츠에 밀란 첼레케티치 대령이 이끄는 유고 인민군 추가 부대가 도착하였고 크로아티아 특수경찰과 매우 가깝게 있었다. 첼레케티치 대령은 제32 (바라주딘) 군단 지휘관인 예브렘 초키치에게 명령을 내렸다. 초키치는 벨로바르에 주둔한 제256기계화여단의 기갑대대에 속한 3개 중대 배치를 승인했다.
파크라츠에 유고 인민군이 도착했을 때에는 크로아티아 특수경찰이 마을을 장악하는 것을 막기에는 너무 늦은 상태였다. 하지만 남은 세르비아계 반군이 주변 언덕에서 마을을 향해 총격하기 시작했다. 순찰하는 경찰 차량이 총격을 맞았다. 경찰은 유고 인민군이 있는 곳으로 후퇴하는 반군에게 총을 쏴 반격했으며, 유고 인민군은 이에 경찰 차량에게 발포했다. 이 총격은 연방 대통령의 크로아티아 대표인 스체판 메시치와 유고 인민군 중령 알레크산다르 바실레비치 사이 회담을 가져 크로아티아 특수경찰이 마을을 장악할 수 있도록 함에 따라 종료되었다. 유고 인민군은 특수경찰로부터 강제로 파크라츠 마을의 통제를 뺏을 계획을 가지고 있었다. 파크라츠-91 작전명을 가진 유고 인민군의 공격은 3월 3일 크로아티아 정부가 특수경찰을 철수시키기로 하면서 중지되었다. 유고 인민군도 유고슬라비아 연방 대통령의 결정에 따라 파크라츠에서 철수했으며 3월 12일까지 마을의 북부 접근로에 철수하였고 7일 후에는 완전 철수하였다.

## 여파
특수경찰 및 유고 인민군을 철수시키로 한 협정으로 마을은 원 상황으로 복귀하였다. 체포된 경찰관 32명 중 17명은 3월 5일까지 복직했으며 베즈메르를 포함한 5명은 결국 기소되었다. 이 사건은 크로아티아와 세르비아 및 유고 인민군의 지원을 받는 세르비아계 반군 사이의 첫 전면전이라는 점에서 크로아티아 독립 전쟁의 첫 전초전 격이 되었으며 이게 큰 의미가 있다. 세르비아 정부는 파크라츠 충돌에서 크로아티아인이 세르비아인에 대한 대량학살을 저질렀다는 민족주의적 선전을 악용했다. 세르비아 및 몬테네그로 언론에서는 파크라츠 충돌로 약 40명 이상이 사망했다고 보도했다. 혼란스럽고 부정확한 여러 보도에 관한 대표적인 예로, 베오그라드의 일간지 베체르녜 노보스티는 같은 날 1면에 파크라츠의 정통교회 신부가 살해당했다는 기사를 싣고, 2면에는 그 신부가 부상을 입었다는 기사를 싣었으며, 3면엔 그 신부의 인터뷰 질답을 싣었다. 유고슬라비아 대통령은 결국 파크라츠에서 사망한 사람은 아무도 없다는 발표를 해야 했다.
슬로보단 밀로셰비치가 당수인 세르비아 사회당(SPS)이 집권한 세르비아는 크로아티아 경찰의 작전을 "크로아티아 정부가 폭력적이고 파시즘적인 방법으로 잔인한 공격"을 했다고 비난했다. 이는 세르비아의 수도인 베오그라드에서 분위기가 더욱 심했다. 세르비아 사회당은 세르비아인에게 "크로아티아 HDZ의 폭력적인 행동에 반대하는 시위"에 모일 것을 촉구했다. 밀로셰비치는 파크라츠 충돌을 유고 인민군이 크로아티아를 강제 무장해제하는 명분으로 이용했다. 유고 인민군에게 전시 작전권을 부여하고 비상사태를 내릴 것을 요구하는 요청은 5월 15일 대통령직 회의에서 카디예비치가 안건을 제시하였다. 하지만 이 요구가 승인 거부되면서 밀로셰비치는 더 이상 연방 대통령의 권한을 인정하지 않겠다고 선언했다.
경찰의 개입으로 경찰이 쿠티나와 노브스카로 이동하는 중 오쿠차니의 세르비아계 지도자들은 마을 주민들에게 다른 개입이 오기 전에 미리 바리케이드를 세우라고 지시했다. 바리케이드는 무장 시민들이 지켰다. 파크라츠에서는 세르비아인 시위대 500명이 시의회 건물 앞에 모여 시의회 건물에 계양된 크로아티아의 국기를 내리라고 요구했다.

## 참고 문헌
서적
- Ahrens, Geert-Hinrich (2007). 《Diplomacy on the Edge: Containment of Ethnic Conflict and the Minorities Working Group of the Conferences on Yugoslavia》. Washington, D.C.: Woodrow Wilson Center Press. ISBN 978-0-8018-8557-0.
- Central Intelligence Agency, Office of Russian and European Analysis (2002). 《Balkan Battlegrounds: A Military History of the Yugoslav Conflict, 1990–1995》. Washington, D.C.: Central Intelligence Agency. OCLC 50396958.
- Degoricija, Slavko (2008). 《Nije bilo uzalud》 [It Was not in Vain] (크로아티아어). Zagreb, Croatia: ITG. ISBN 978-953-7167-17-2.
- Gordy, Eric D. (2010). 《The Culture of Power in Serbia: Nationalism and the Destruction of Alternative》. University Park, Pennsylvania: Penn State University Press. ISBN 978-0-271-04368-5.
- Hoare, Marko Attila (2010). 〈The War of Yugoslav Succession〉.   Ramet, Sabrina P. 《Central and Southeast European Politics Since 1989》. Cambridge, England: Cambridge University Press. 111–136쪽. ISBN 978-1-139-48750-4.
- Kaufman, Stuart J. (2001). 《Modern Hatreds: The Symbolic Politics of Ethnic War》. Ithaca, New York: Cornell University Press. ISBN 978-0-8014-8736-1.
- Kurspahić, Kemal (2003). 《Prime Time Crime: Balkan Media in War and Peace》. Washington, D.C.: US Institute of Peace Press. ISBN 978-1-929223-39-8.
- Mesić, Stjepan (2004). 《The Demise of Yugoslavia: A Political Memoir》. Budapest, Hungary: Central European University Press. ISBN 978-963-9241-81-7.
- Ramet, Sabrina P. (2006). 《The Three Yugoslavias: State-building and Legitimation, 1918–2005》. Bloomington, Indiana: Indiana University Press. ISBN 978-0-253-34656-8.
- Repe, Božo (2009). 〈Balkan Wars〉.   Forsythe, David P. 《Encyclopedia of Human Rights, Volume 1》. Oxford, England: Oxford University Press. 138–147쪽. ISBN 978-0-19-533402-9.

저널 문헌
- Karaula, Željko (June 2007). “Osvajanje vojarne JNA "Božidar Adžija" u Bjelovaru 1991. godine” [Capture of "Božidar Adžija" JNA Barracks in Bjelovar in 1991]. 《Journal of Contemporary History》 (크로아티아어) (Croatian Institute of History) 39 (1): 7–24. ISSN 0590-9597.
- Miškulin, Ivica (October 2011). “Srpska pobuna u općini Pakrac 1990.-1991.: uzroci, nositelji i tijek” [Serb Revolt in Pakrac Municipality 1990 - 1991: Causes, Champions and Course]. 《Scrinia Slavonica》 (크로아티아어) (Hrvatski institut za povijest - Podružnica za povijest Slavonije, Srijema i Baranje) 11 (1): 355–392. ISSN 1332-4853.

뉴스 르포
- Engelberg, Stephen (3 March 1991). “Belgrade Sends Troops to Croatia Town”. 《The New York Times》. 2 October 2013에 원본 문서에서 보존된 문서.
- Engelberg, Stephen (4 March 1991). “Serb-Croat Showdown in One Village Square”. 《The New York Times》. 14 June 2013에 원본 문서에서 보존된 문서.
- Soudil, Eduard (20 February 2013). “Pakrac poziva branitelje na dvadeset i drugu obljetnicu početka rata” [Pakrac Invites Soldiers for the Twenty-Second Anniversary of the Start of the War]. 《Glas Slavonije》 (크로아티아어). 30 November 2013에 원본 문서에서 보존된 문서.
- “Roads Sealed as Yugoslav Unrest Mounts”. 《The New York Times》. Reuters. 19 August 1990. 21 September 2013에 원본 문서에서 보존된 문서.

기타 문서
- “The Prosecutor vs. Milan Martic – Judgement” (PDF). International Criminal Tribunal for the former Yugoslavia. 2007년 6월 12일.